# Asjat Saitov
Asjat Mansurovič Saitov (in russo Асят Мансурович Саитов?; Samara, 1º gennaio 1965) è un ex ciclista su strada russo, sovietico fino al 1991.

## Carriera
Tra i dilettanti fece parte per numerosi anni della Selezione Nazionale sovietica impegnata ai Giochi olimpici e ai campionati del mondo nella prova della 100 km a squadre, vincendo anche due medaglie d'argento, nel 1982 e nel 1987 rispettivamente nelle categorie juniores e dilettanti; nella stessa specialità fu anche per quattro volte consecutive, dal 1986 al 1989, Campione dell'Unione sovietica.
Passato professionista nel 1990 con l'Alfa Lum, vinse due tappe alla Vuelta a España, rispettivamente nell'edizione del 1990 e del 1995 (quest'ultima in maglia Artiach); nella corsa spagnola si aggiudicò anche due volte la classifica dei traguardi speciali, una delle classifiche minori, nel 1990 e nel 1993. Nel 1992 si aggiudicò anche la prima edizione dei campionati russi nella prova in linea, bissando il successo nel 1995. L'anno avanti aveva vinto il G.P. Llodio, allora importante corsa a tappe basca.

## Palmares
- 1983 (Dilettanti)

Classifica Generale Tour of Sacrifice
6ª tappa Vuelta Ciclista a Navarra
- 1984 (Dilettanti)

Classifica generale Tour of Hellas
6ª tappa Olympia's Tour (Nuth > Hulsberg)
Classifica generale Olympia's Tour
- 1985 (Dilettanti)

6ª tappa Vuelta a Cuba (Camagüey > Ciego de Ávila)
10ª tappa, 1ª semitappa Vuelta a Cuba (Varadero > Matanzas)
10ª tappa, 2ª semitappa Vuelta a Cuba (Matanzas > San Antonio)
12ª tappa Vuelta a Cuba (Los Palacios > L'Avana)
3ª tappa Settimana Ciclistica Bergamasca (? > Stezzano)
- 1986 (Dilettanti, tre vittoria)

Premio International La Farola
5ª tappa Vuelta a Cuba
7ª tappa Vuelta a Cuba (Trinidad > Santa Clara)
- 1987 (Dilettanti)

1ª tappa Baltic Sea Friendship Race
4ª tappa Baltic Sea Friendship Race
9ª tappa Baltic Sea Friendship Race
Classifica generale Baltic Sea Friendship Race
1ª tappa Settimana Ciclistica Bergamasca (? > Scanzorosciate)
4ª tappa Tour of Sochi (Mosca > Mosca)
- 1988 (Dilettanti)

4ª tappa Vuelta a Cuba
Trofeo Adolfo Leoni
5ª tappa Baltic Sea Friendship Race
Classifica generale Baltic Sea Friendship Race
6ª tappa, 1ª semitappa Giro delle Regioni (Spello > Riccione)
- 1989 (Dilettanti)

Classifica generale Gyros Thysias - Tour of Sacrifice
1ª tappa Baltic Sea Friendship Race
3ª tappa Baltic Sea Friendship Race
5ª tappa Baltic Sea Friendship Race
Classifica generale Baltic Sea Friendship Race
4ª tappa, 1ª semitappa Vuelta a Cuba (Bayamo > Holguín)
5ª tappa Vuelta a Cuba (Las Tunas > Camagüey)
9ª tappa Vuelta a Cuba (Santa Clara > Cienfuegos)
12ª tappa Vuelta a Cuba (Artemisa > Pinar del Río)
- 1990 (Alfa Lum, una vittoria)

19ª tappa Vuelta a España (Benasque  > Saragozza)
- 1992 (Kelme, quattro vittorie)

Campionati russi, Prova in linea
5ª tappa, 1ª semitappa Vuelta al País Vasco (Abadiño > Alegia)
1ª tappa Giro di Calabria (Siderno > Amantea)
2ª tappa Giro di Calabria (Amantea > Melito di Porto Salvo)
- 1993 (Kelme, tre vittorie)

Trofeo Palma de Mallorca
1ª tappa Vuelta a Mallorca
5ª tappa Vuelta Ciclista a Aragon (Teruel > Calatayud)
- 1994 (Kelme, due vittorie)

1ª tappa Vuelta a la Rioja (Arnedo > Arnedo)
4ª tappa Route du Sud (Lavaur > Castres)
- 1995 (Artiach, tre vittorie)

Campionati russi, Prova in linea
18ª tappa Vuelta a España (Luz-Saint-Sauveur > Sabiñánigo)
5ª tappa, 1ª semitappa Vuelta al País Vasco (Lekunberri > Lezo)
- 1996 (Refin, una vittoria)

13ª tappa Volta a Portugal (Monchique > Loulé)

### Altri successi
- 1986 (Dilettanti)

1ª tappa Course de la Paix (Kiev, cronosquadre)
- 1987 (Dilettanti)

Campionati sovietici, Cronometro a squadre
- 1988 (Dilettanti)

Campionati sovietici, Cronometro a squadre
2ª tappa Giro di Polonia (Wieluń > Kluczbork, cronosquadre)
- 1989 (Dilettanti)

Campionati sovietici, Cronometro a squadre
Classifica a punti Vuelta a Cuba
- 1991 (Kelme)

GP Cuprosan
- 1992 (Kelme)

Classifica generale Vuelta a Castilla y León
- 1994 (Kelme)

Gran Premio de Llodio
1ª tappa Vuelta a Castilla y León
4ª tappa Vuelta a Castilla y León
6ª tappa Gran Premio Sport Noticia
- 1995 (Artiach)

1ª tappa Volta ao Alentejo (Beja > Beja)
2ª tappa Volta ao Alentejo (Beja > Vila Nova de Milfontes)
Classifica generale Volta ao Alentejo
1ª tappa Gran Premio Sport Noticia (Alpiarça > Cantanhede)
1ª tappa Gran Premio Sport Noticia (Cantanhede > Espinho)

## Altri successi
- 1986 (Dilettanti)

Campionati sovietici, Cronosquadre (Viktor Klimov, Vasilij Ždanov e Igor Sumnikov)
- 1987 (Dilettanti)

Campionati sovietici, Cronosquadre (Viktor Klimov, Vasilij Ždanov e Igor Sumnikov)
- 1988 (Dilettanti)

Campionati sovietici, Cronosquadre (Viktor Klimov, Vasilij Ždanov e Igor Sumnikov)
2ª tappa Tour de Pologne (Wieluń > Kluczbor, cronosquadre)
4ª tappa Vuelta a Cuba (Las Tunas, cronosquadre)
- 1989 (Dilettanti)

Campionati sovietici, Cronosquadre (Viktor Klimov, Youri Manouylov e Vladimir Zotov)
Classifica a punti Vuelta a Cuba
- 1990 (Alfalum)

Classifica degli sprint speciali Vuelta a España
- 1991 (Kelme)

Gran Premio Cuprosan - Orense
- 1993 (Kelme)

Classifica degli sprint speciali Vuelta a España

## Piazzamenti

### Grandi Giri
- Giro d'Italia

1990: 79º
1993: 113º
1996: ritirato (13ª tappa)
- Tour de France

1990: ritirato (15ª tappa)
- Vuelta a España

1990: 129º
1991: fuori tempo massimo (12ª tappa)
1992: 72º
1993: 59º
1994: 105º
1995: 52º

### Classiche monumento
- Milano-Sanremo

1994: 136º
1996: 80º
- Liegi-Bastogne-Liegi

1990: 136º
- Giro di Lombardia

1994: 61º

### Competizioni mondiali
- Campionati del mondo

Marsciano e Deruta 1982 - Cronosquadre juniores: 2º
Wanganui 1983 - Cronosquadre juniores: 2º
Villach 1987 - Cronosquadre dilettanti: 2º
Stoccarda 1991 - In linea Professionisti: ritirato
Benidorm 1992 - In linea Professionisti: 84º
Lugano 1996 - In linea Elite: ritirato
- Giochi olimpici

Seul 1988 - In linea: 51º
Seul 1988 - Cronosquadre: 7º